# Maximiliano Alejandro Soto Mayorga
Maximiliano Alejandro Soto Mayorga (* 1991 en Santiago de Chile) es un compositor chileno.

## Vida
Soto Mayorga estudió composición con Rafael Díaz Silva y Jorge Martínez Ulloa en la Facultad de Artes de la Universidad de Chile y continuó sus estudios en Alemania con Johannes Schoellhorn en la Escuela Superior de Música de Friburgo.
Es el primer compositor hispanohablante en recibir el Premio Busoni de la Academia de Artes de Berlin

## Reconocimientos (selección)
- 2016 Premio Carlos Riesco de la Academia Chilena de Bellas Artes[2]
- 2018 Premio PULSAR de la SCD[3]
- 2020 Premio TONALi de Composición por "...figuras en la escarcha "[4]
- 2021 Residencia Ibermúsicas[5]
- 2021 Premio de Composición Ad-Libitum de la Fundación Cultural Winfried Böhler[6]
- 2022 Beca NEUSTART KULTUR[7]
- 2023 Premio Iberoamericano de Composición de Ibermúsicas por "Mordedura de Óxido" [8]
- 2024 Residencia Fundación Künstlerdorf Schöppingen [9]
- 2024 Premio de Composición Busoni de la Academia de las Artes de Berlín[10][11]
- 2025 Premio de Residencia de la Orquesta de Cámara de Valdivia "Roberto Mahler" [12]
- 2025 Convocatoria Abierta de la Bienal de Múnich (junto con Amauta García y David Camargo)[13]

## Enlaces web
- Sitio web oficial
- Boosey y Hawkes